# Цёс
Цёс (пол. Cios) — польский дворянский герб.

## Описание
В раздвоенном щите, в правом голубом поле золотая шестиконечная звезда; а в левом красном вооруженная рука с поднятым мечом вправо. В навершии шлема подобная как в щите рука. Герб Цёс Бетхера внесен в Часть 1 Гербовника дворянских родов Царства Польского, стр. 206

## Герб используют
Герб вместе с потомственным дворянством Всемилостивейше пожалован Президенту бывшего Губернского города Кельце Вильгельму Иванову-Фридрихову сыну Бетхеру, на основании статьи 6-й пункта 2-го Положения о Дворянстве 1836 года, Высочайшею Грамотою Государя Императора и Царя НИКОЛАЯ I, в 21 день Марта (2 Апреля) 1844 года.